# Tour de Lombardie 1982
La 76e édition du Tour de Lombardie s'est déroulée le 16 octobre 1982. La course a été remportée par le coureur italien Giuseppe Saronni. Le parcours s'est déroulé entre Milan et Côme sur une distance de 248 kilomètres.

## Déroulement de la course
L'Italien Roberto Visentini est repris à un kilomètre de l'arrivée à Côme. Un groupe de 11 hommes se dispute la victoire. Le champion du monde Giuseppe Saronni remporte la course devant le jeune Français de 21 ans Pascal Jules et Francesco Moser. 187 coureurs étaient au départ et 44 à l'arrivée.

## Classement final
| Pos. | Coureur                  | Équipe         | Temps           |
| ---- | ------------------------ | -------------- | --------------- |
| 1    | Giuseppe Saronni         | Del Tongo      | 6 h 05 min 07 s |
| 2    | Pascal Jules             | Renault        | m.t.            |
| 3    | Francesco Moser          | Famcucine      | m.t.            |
| 4    | Jean-Luc Vandenbroucke   | La Redoute     | m.t.            |
| 5    | Alfio Vandi              | Selle S. Marco | m.t.            |
| 6    | Gianbattista Baronchelli | Bianchi        | m.t.            |
| 7    | Jean-Marie Grezet        | Cilo-Aufina    | m.t.            |
| 8    | Hubert Seiz              | Cilo-Aufina    | m.t.            |
| 9    | Claude Criquielion       | Splendor       | m.t.            |
| 10   | Hennie Kuiper            | DAF Trucks     | m.t.            |